# Moses Oloya
Moses Oloya (ur. 22 października 1992 w Kampali) – ugandyjski piłkarz występujący na pozycji pomocnika.
Moses Olaya jest wychowankiem Kampala Capital City Authority FC. W 2011 roku wyjechał do Wietnamu, gdzie przez trzy lata grał w Xuân Thành Ho Chi Minh. Z klubem z Ho Chi Minh awansował do V.League 1. Następnie przeszedł do Becamex Bình Dương, z którym w latach 2014 i 2015 wywalczył mistrzostwo kraju. W 2015 roku zdobył także Puchar Wietnamu. Latem 2016 roku przeszedł do Kubania Krasnodar za 400 tysięcy dolarów. Stał się tym samym pierwszym Ugandyjczykiem grającym w zawodowym zespole w Rosji. Po sześciu miesiącach gry w Pierwszej Dywizji wrócił do Wietnamu i związał się z Hanoi FC. Następnie w 2022 grał w Hải Phòng FC, a w 2023 wrócił do Becamex.
W reprezentacji Ugandy Oloya gra od 2011 roku. Został powołany na Puchar Narodów Afryki 2017.